# Kevin Jorgeson

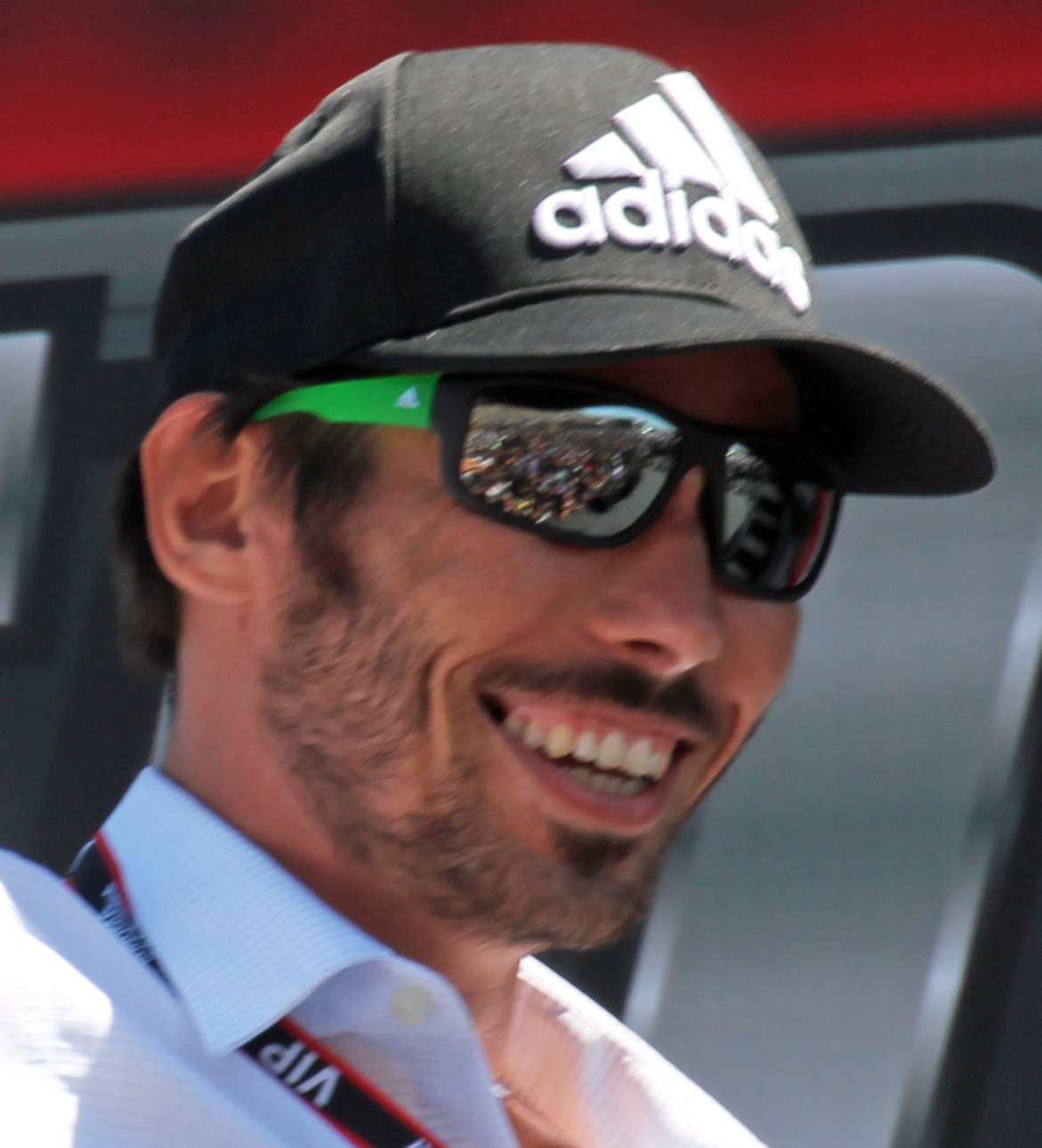
Kevin Jorgeson, 2015

Kevin Jorgeson (sinh ngày 7 tháng 10 năm 1984) là một nhà leo núi người Mỹ.
Cha mẹ của anh là Eric và Gaelena Jorgeson. Cha anh là nhân viên của Cục giải trí và công viên Santa Rosa, chính ông đã truyền tình yêu cuộc sống ngoài trời cho Kevin anh em trai Matt của anh. Từ khi anh mới 11 tuổi ông đã động viên Kevin theo đuổi sự nghiệp leo núi và luyện tập với thiết bị leo núi trong nhà của thành phố. Anh bắt đầu thi đấu ở các cuộc thi leo trèo quốc tế ở tuổi 16. Jorgeson được biết đến với khả năng leo tự do không dùng thiết bị hỗ trợ nào ngoài bộ đồ bảo vệ anh khỏi bị ngã.
Jorgeson và đồng nghiệp Tommy Caldwell là hai nhà leo núi đầu tiên leo núi tự do lên tới Bức tường Bình minh của núi El Capitan ở Công viên quốc gia Yosemite, lên tới đỉnh cao 3.000 ft (900 m) từ ngày 28 tháng 12 đến 14 tháng 1 năm 2015.